# See (Autriche)
Pour les articles homonymes, voir See.
See est une commune autrichienne du district de Landeck dans le Tyrol.

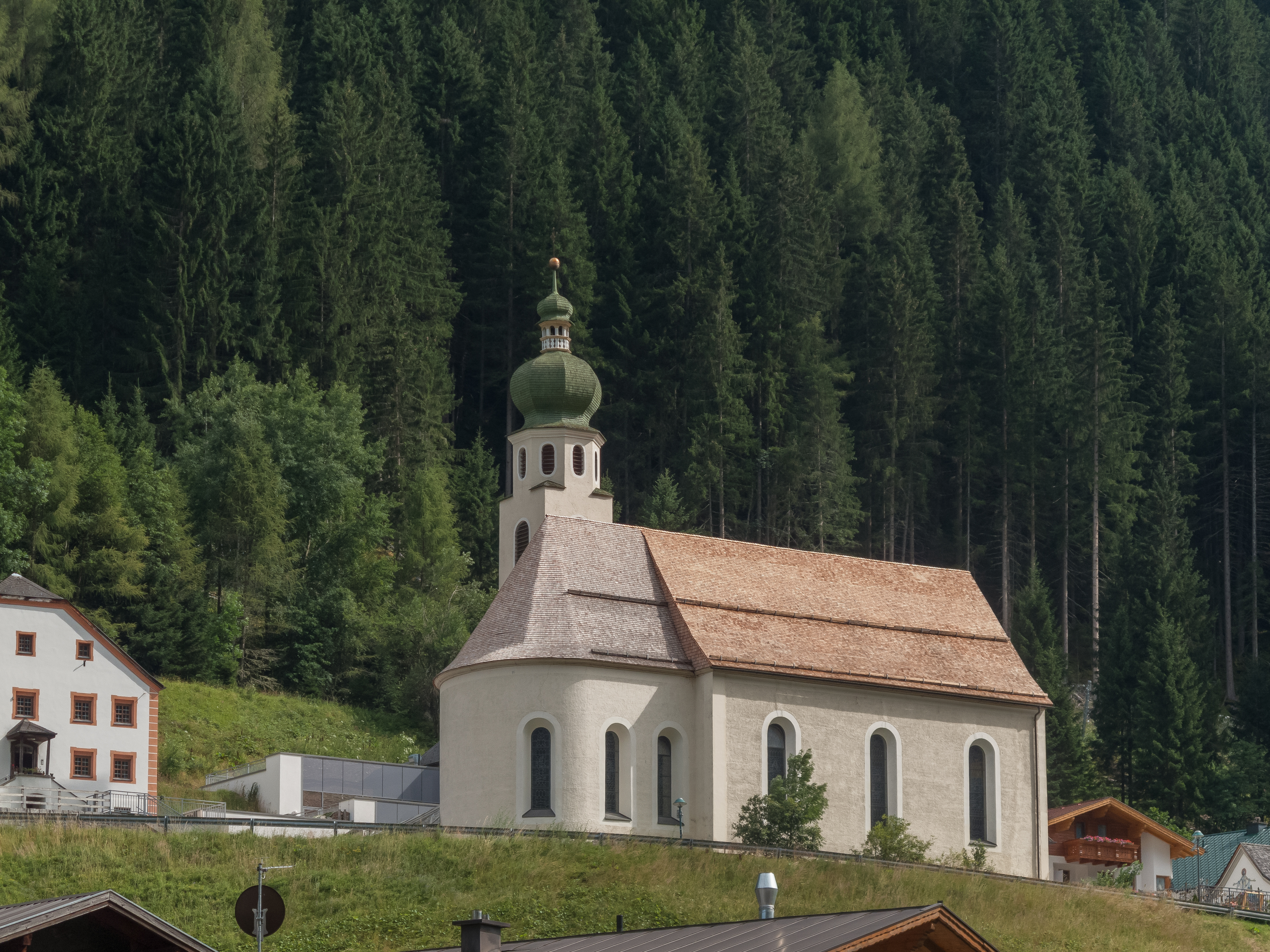
See, église: katholische Pfarrkirche heilige Sebastian

## Personnalités
- Mathias Schmid (1835-1923), peintre